# Richard Weitbrecht

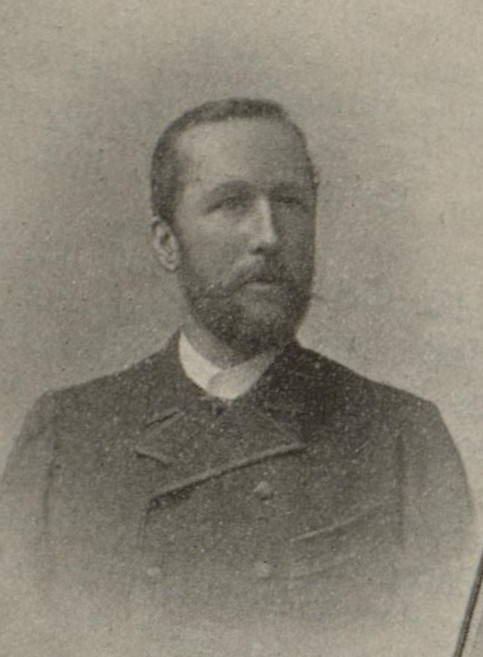
Richard Weitbrecht

Richard (Philipp) Weitbrecht (* 20. Februar 1851 in Heumaden (Stuttgart); † 1. Mai 1911 in Heidelberg) war ein deutscher Schriftsteller und evangelischer Pfarrer. 

## Leben und Wirken

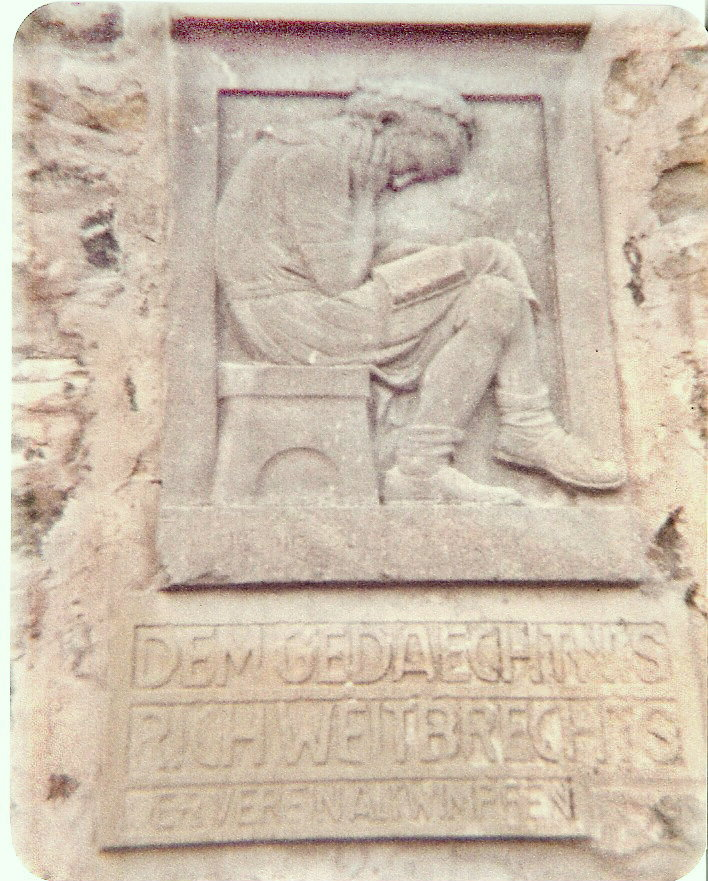
Gedenktafel Richard Weitbrecht an der Pfalzmauer in Wimpfen

Weitbrecht stammte vom Schorndorfer Zweig der württembergischen Weitbrecht-Familie ab und war der Sohn des Pfarrers Karl Gottlob Weitbrecht (1810–1886) und der Julie, geborene Finckh (1823–1893). Nach seiner Schulzeit studierte er an der Universität Tübingen Theologie und Philosophie und promovierte anschließend dort zum Dr. phil. In Tübingen wurde er Mitglied der Studentenverbindung Normannia. Nach einem längeren Italienaufenthalt, welcher ihn zu den Nachbearbeitungen des Blutgerüsts von Calabrien sowie des Textes Kampf um Rom inspirierte, wurde er zunächst Pfarrer in Mähringen bei Ulm und ab 1893 in Wimpfen. 
Schon früh beschäftigte er sich mit Heimatgeschichten, Volks- und Jugendschriften, Liedtexten, Novellen, Dichtungen und kleineren Erzählungen. Dabei arbeitete er oftmals mit seinem Bruder, dem Literaturhistoriker Carl Weitbrecht, und anderen regionalen Dichtern jener Zeit zusammen. Sein spezielles Interesse galt hierbei der Bearbeitung und Nachdichtung von bereits bekannten Erzählungen oder dem Schreiben von Abhandlungen über diese Texte. 
Richard Weitbrecht war in erster Ehe mit Eugene Haug (1853–1886) verheiratet, mit der er zwei Kinder hatte. Nach deren Tod heiratete er Marianne Murschel (* 1865), die ihm vier weitere Kinder gebar.

## Auszeichnung
- Ritter I. Klasse, Verdienstorden Philipps des Großmütigen[2]

## Werke (Auswahl)
- Geschichte der deutschen Dichtung – von den Anfängen bis zur Gegenwart, Stuttgart, 1880
- Ehezuchtbüchlein, Bearbeitung der Urfassung von Johann Fischart, Stuttgart, 1881
- Feindliche Mächte; Erzählungen, Barmen, 1882
- Nohmôl Schwôbagschichta, Koautor: Carl Weitbrecht, Stuttgart 1882,
- Gschichta'n aus'm Schwôbaland, Koautor: Carl Weitbrecht, Stuttgart 1877, 2. Aufl. 1883
- Hent Er scho ghört? Liebeslust und Liebesleid im Schwabenland, Koautor: Carl Weitbrecht, Edition Erdmann, Stuttgart, 1883
- Gudrunlied, Bearbeitung und Nachdichtung, Stuttgart 1884
- Das Blutgerüst von Calabrien, Bearbeitung eines Geschichtsbildes, Stuttgart 1885
- Ein Kampf um Rom, Bearbeitung eines Geschichtsbildes, Stuttgart, 1886
- Deutsches Heldenbuch, der deutschen Jugend erzählt, Gebrüder Kröner-Verlag, Stuttgart 1886
- 's Schwobaland in Lied und Wort, Sammlung schwäbischer Dialektdichtungen, Koautor: Gustav Seuffer, Ulm 1886
- Aus schwäbischen Gauen, Koautor:  P. Lang, Stuttgart 1887
- Der Bauernpfeifer, eine Wallfahrtsgeschichte aus dem 15. Jahrhundert, Klein-Verlag, Barmen, 1887
- Allerhand Leut' , Stuttgart 1888
- Ketzergerichte, Stuttgart 1891
- D'Pfarrmagd, Stuttgart, 1892
- No'gstät, Ulm, 1893
- Religiöse Lyrik, Auswahl Leipzig, 1896
- Ein kühner Reiteroberst, Glogau 1900
- Der Leutfresser und sein Bub, München, 1905
- Bohlinger Leut, Heilbronn 1911